# Jan Christ
Jan Christ (* 28. Juni 1934 als Christian Jochen Gottfried Hoffmann in Genthin; † 7. Juli 2025 in Berlin) war ein deutscher Schriftsteller.

## Leben
Christian Hoffmann wuchs während des Zweiten Weltkriegs in Polen und nach 1945 in Ostdeutschland auf. Bis zu seiner Flucht nach Westdeutschland im Jahre 1957 arbeitete er in der DDR als Dreher, Schauspieler und Buchhändler. In der Bundesrepublik absolvierte er auf dem zweiten Bildungsweg  an der Pädagogischen Hochschule in Göttingen ein Studium der Pädagogik. Von 1962 bis 1974 war er im niedersächsischen Schuldienst beschäftigt.
Ab 1974 war er unter dem Pseudonym Jan Christ als freier Schriftsteller tätig und veröffentlichte erzählende Werke, Hörspiele, Lyrik und Theaterstücke sowie Reportagen für die FAZ, Frankfurter Rundschau, TransAtlantik, Geo und das Zeit Magazin.
Neben diversen Autorenstipendien sowie der Teilnahme am Ingeborg-Bachmann-Preis im Jahre 1979 und 1983, erhielt Jan Christ 1986 den Literaturförderpreis der Stadt Hamburg.
Waren seine frühen Werke durch gesellschaftskritische Themen gekennzeichnet, so zeigen die neueren Werke experimentellen Charakter und unterliegen einer kontroversen Rezeption. „Die Literaturkritik zeigt sich unentschlossen, wie sie sich auf das literarische Wagnis seiner Texte einlassen sollte.“
Jan Christ lebte seit 2005 in Berlin.

## Werke
- Asphaltgründe. Reinbek bei Hamburg 1976.
- Geh'n wir die Hunde bewegen oder Brokdorfgespräche. Frankfurt am Main 1980.
- Der Morgen auf dem Lande. Frankfurt am Main 1980.
- Der Landschaftsunternehmer. Klagenfurt 1984.
- Schlagschatten. Klagenfurt 1988.
- Glas. Klagenfurt 1990.
- Rauchschrift. Klagenfurt 1991.
- Wienzeile. Klagenfurt 1993.
- Anna Wentscher. Roman. Stuttgart 1995.
- Lossage. Klagenfurt 1995.
- Kleist fiktional. Klagenfurt 1999.
- Der Häusergeher. 56 Miniaturen. Bremen 2007.

## Hörspiele
- 1976 Warum sich der Lehramtsbewerber erst um ein Lehramt bewirbt und sich dann zurückzieht,[6] Regie: Hans Bernd Müller (SFB)
- 1977 Mann, Kreidler,[7] Regie: Ulrich Gerhardt (RIAS Berlin)
- 1978 Gehen wir die Hunde bewegen,[8] Regie: Otto Düben (RIAS Berlin)
- 1982 Die Vollversammlung,[9] Regie: Gottfried von Einem (Radio Bremen)
- 1986 Der Landschaftsunternehmer,[10] Regie: Joy Markert (SFB)
- 1987 Marie von Kleist im Gespräch mit ihrem Vetter Heinrich,[11] Regie: Augustin Jagg (ORF)
- 1989 Gleisballade,[12] Regie: Jan Christ (SFB)
- 1989 Nachtzug,[13] Regie: Jan Christ, Henk Nuwenhoud (Kunstradio-Ö1)
- 1990 Die Lehre von der Erhaltung der Kraft in ihrer Anwendung auf Herrn Kubicek,[14] Regie: Bernd Lau (NDR)
- 1990 Orphyreus oder Die Vorstellung von einer unendlichen Bewegung,[15] Regie: Jan Christ (SFB)
- 1991 Der Landschaftsunternehmer,[16] Regie: Jan Christ, Henk Nuwenhoud (NDR)
- 1991 Das Feuerwerk oder Bismarck vor Paris,[17] Regie: Heinz Hostnig (WDR)